# 新潟大火失火被疑事件
新潟大火失火被疑事件（にいがた たいかしっかひぎじけん）とは、1955年（昭和30年）10月1日未明に新潟県新潟市医学町通二番町36番地の12（現・新潟市中央区）新潟県庁第3分館の中心部で発生した新潟大火の出火原因に関し、その失火責任追及のために提起された起訴からその控訴審、上告審まで争われた裁判事案。
この判決は当時の日本の電気工事業界の常識と相容れないもので、斯界を大きく揺るがした。

## 事件の経過
- 1954年12月下旬ごろ - 新潟県庁が第3分館各建物の屋側に外灯の増設を計画[1]。
- 1955年1月10日ごろ - 県土木部営繕課勤務の電気技術者が施工会社の技術主任から見積提出を受け、検討の上所要の変更をし、工事着手を指示[1]。
- 1955年1月13日 - 新潟県庁第3分館の外壁に出火原因とされたA型ブラケット[2]取付け施工[1]。
- 1955年10月1日 - 当該ブラケット近傍から出火。起訴状に添付の鑑定書[3]によれば、ブラケット内の漏電電流がモルタル外壁のメタルラスに流れ発熱し出火したとされるが、折からの風速22m以上とされる台風22号[※ 1]及び、フェーン現象による異常乾燥により火勢が助長され、民家に延焼・飛火し、1,235棟を焼失し46億円の損害を出す大火となった[4]。火災発生初期の報道には「出火元は天井裏」というものがあるが、メタルラス加熱で外壁内から出火してもモルタル塗りのため外部からは見えず、煙が中空壁内から天井裏に流れ、それを初期発見者が見たと考えられる[5]。
- 1955年12月1日 - 『電気工作物規程』（1954年新規制定）が改正され、電燈器具等をメタルラス張りモルタル外壁に固定する木ねじはメタルラスやワイヤラスから絶縁すべきことが定められた[6]。これは当該工事施工の10か月以上後、起訴の6ヵ月以上前であった。一方、電気器具等でなくメタルラス張りモルタル壁を貫通する金属管工事に関しては、これより早く1954年4月1日に新規制定された『電気工作物規程』で既に規定されている[7]。現在これら両方の規定は電気設備の技術基準の解釈[8]に継承されている。
- 1956年6月22日 - 新潟地方検察庁、新潟地方裁判所に起訴[1]。

### 起訴状の概要
被告人は、施工会社Dの技術主任T（27歳）、施工会社電気工事従事者S（27歳）、新潟県技師の電気技術者M（28歳）の3名。
罪名は業務上失火、罰条は刑法第117条の2（業務上失火等）、第116条（失火）。
公訴事実（概要）は、鑑定結果より出火原因は、外灯ブラケットのソケットの電線接続部分付近の絶縁劣化、あるいは台風第22号の風圧でソケットが揺れて電線末端とブラケットの鉄製パイプとの接触で漏電し、ブラケットが木台（木下地？）を使用せずに木ネジでモルタル外壁にカール（『カールプラグ』？）なしで取付けられていたためにラスを経由して電源から大地に至る漏洩電流回路が構成され、木ネジとラスの接触部分が発熱し可燃部に着火して中空壁内を燃え上り、火災に至ったと判定される。
被告人らは当該工事に当り斯様なことが起きないようにする措置をせず、又検査に当たり措置がなされているかの確認をする注意義務があったにもかかわらず、それらを怠った。
起訴状以外の主な提出文書は下記の5通。
1. 鑑定書の（1） 警察庁科学捜査研究所[※ 5]物理課 警察庁技官、警察庁技官
2. 鑑定書の（2） 新潟大学工学部教授、助教授
3. 鑑定書の（3） 鑑定人　東京大学教授、東京消防庁消防技師
4. 『出火原因実験・測定』関東管区警察局 新潟県通信出張所 警察庁技官
5. 『新潟大火の失火原因に関する所見』

- 1959年6月17日 - 最終弁論が行われた。

### 検察側の論告・求刑の主要点
作業者及び指揮監督者、設計監督・竣工検査者は、公訴事実のようなことが起きないよう講じなければならないという必要な措置を施さなかったのは業務上の注意を怠ったものである。工事業者としてはラスへの絶縁処理は当然の常識であり、当時の『電気工作物規程』にその規定がなかったとしても刑法上の責任は免れない。
施工会社の技術主任は禁錮8年、施工会社の電気工事従事者は禁錮6年、新潟県技師は禁錮8年が求刑された。

### 弁護人の弁論要旨の主要点
外灯ブラケットは電気器具であり、その取付けに於ける工法を規定する電気工作物規程第139条二の3項は、1955年12月1日の改正によって規定されたものである。本事件は同規定の改正前であるから、検察側が主張するように電気工作物規程に違反したのではない。また、検察官は同規程に違反しなくても刑法上の業務上過失はまぬかれないと主張しているが、特別法である同規程が一般法である刑法に優先するのは当然であるから同規程に触れないものは刑法にも抵触しない。。
- 1959年8月3日 - 有罪の言い渡しが行われた。

### 判決の概要
主文
被告人T（施工会社の技術主任）、同M（新潟県技師の電気技術者）を禁錮6月に、同S（施工会社の電気工事従事者）を禁錮4月に各処する。
但し各被告人に対し本裁判確定の日から3年間右各刑の執行を猶予する。
訴訟費用は被告人等の均分負担とする。
理由（主要点引用）
弁護人は、本件ブラケット取付工事は電気工作物規程 第155条に違反していないのみならず、本件火災後改正追加された同規程第139条の2にも違反していないから被告人等に注意義務違反はないと主張するが、本件ブラケットがいわゆる電気器具に属し、電気工作物規程 第155条にいう金属管に該当せず、従って本件工事が同条に違反していないことは所論のとおりであるが、凡そ電気工事人又は電気技術者たる者は、電気工事をなし又これを監督に際しては危険発生の虞なきことを確認した上工事又は監督に従事すべきことは条理上当然なことに属し、特に明文の存在を必要としないと解すべきであるから、本件ブラケット取付工事が電気工作物規程 第155条に違反していないからといって被告人等に注意義務違反なしということはできず（中略）よってこの点に関する弁護人の主張は前記認定を左右するに足りない。
- 1959年11月27日 - 被告側、東京高等裁判所に控訴趣意書提出。
- 1960年9月12日 - 第3回公判に於いて小林勲[※ 9]が専門的見解をもって証言をした。しかし、控訴趣意書の作成に当たっては、まったく関与していなかった[12][13]。
- 1961年12月25日 - 東京高等裁判所に於いて控訴棄却判決[14]。
- 1962年1月4日 - 被告側、最高裁判所に上告[4][15]。
- 1962年4月12日 - 被告側、最高裁判所に上告趣意書提出[16]。
- 1964年5月26日 - 最高裁判所に於いて上告棄却判決[17]。

## 判決について
この事件の判決が、当時斯界に与えた最大の問題点は「当該工事におけるブラケット器具とメタルラスとの絶縁施工が不備であり、しかも規程の条文の有無にかかわらない」ということであった。これを受け全日本電気工事業協同組合連合会、社団法人日本電設工業会は不当判決であると抗議し、さらに電気工事に従事するものに対し、何ら規定されていないことであっても施工のもたらす予期できない結果を予知し、『法災』を受けないよう充分注意すべきである、と主張した。